# Lucas Oliver Bultó
Lucas Oliver Bultó (Barcellona, 26 ottobre 1974) è un pilota motociclistico spagnolo ritiratosi dall'attività agonistica.

## Carriera
Fa parte di una famiglia in cui diversi componenti sono parte importante della storia del motociclismo, a partire da Francisco Bultó fondatore della Bultaco. Suo cugino è poi Sete Gibernau, altro pilota che ha gareggiato con successo nelle competizioni del motomondiale, suo fratello minore Daniel ha gareggiato invece nella Superstock 1000 FIM Cup.
Il suo esordio nel mondo delle corse è avvenuto nel 1991 ma la sua carriera è stata interrotta per alcuni anni al fine di completare i suoi studi. Riprende nel 1998, anno in cui gareggia nel campionato europeo e nel campionato nazionale spagnolo; gli viene inoltre offerta la possibilità di esordire nel motomondiale della classe 250 con una Honda in occasione del GP di Catalogna dove si classifica al 21º posto.
Nel motomondiale 1999, sempre senza cambiare classe disputa l'intera stagione con una Yamaha, giungendo 25º con due risultati validi per la classifica e 6 punti conquistati. L'anno successivo cambia team senza cambiare moto e termina al 30º posto con 7 punti conquistati.  Nel 2001 si è dedicato nuovamente al campionato Europeo classe 250, concludendo terzo con una vittoria e due secondi ed un terzo posto in stagione.

## Risultati nel motomondiale
| 1998 | Classe | Moto  |  |  |  |  |  |  |  |  |  |  |  |    |  |  |  |  | Punti | Pos. |
| ---- | ------ | ----- |  |  |  |  |  |  |  |  |  |  |  | -- |  |  |  |  | ----- | ---- |
| 1998 | 250    | Honda |  |  |  |  |  |  |  |  |  |  |  | 21 |  |  |  |  | 0     |      |

| 1999 | Classe | Moto   |    |     |    |    |  |    |    |     |    |    |    |    |    |  |  |  | Punti | Pos. |
| ---- | ------ | ------ | -- | --- | -- | -- |  | -- | -- | --- | -- | -- | -- | -- | -- |  |  |  | ----- | ---- |
| 1999 | 250    | Yamaha | 23 | Rit | 23 | 19 |  | 14 | 20 | Rit | 22 | 19 | 20 | 12 | NQ |  |  |  | 6     | 25º  |

| 2000 | Classe | Moto   |     |     |  |    |    |     |    |    |    |    |    |    |    |    |     |    | Punti | Pos. |
| ---- | ------ | ------ | --- | --- |  | -- | -- | --- | -- | -- | -- | -- | -- | -- | -- | -- | --- | -- | ----- | ---- |
| 2000 | 250    | Yamaha | Rit | Rit |  | 23 | 20 | Rit | 17 | 13 | 12 | 22 | 20 | 17 | 22 | 20 | Rit | 21 | 7     | 30º  |

| Legenda | 1º posto        | 2º posto            | 3º posto            | A punti      | Senza punti        | Grassetto – Pole position Corsivo – Giro più veloce |
| Legenda | Gara non valida | Non qual./Non part. | Ritirato/Non class. | Squalificato | '-' Dato non disp. | Grassetto – Pole position Corsivo – Giro più veloce |